# Redding (Kalifornien)
Redding ist eine Stadt im Shasta County im US-Bundesstaat Kalifornien mit 93.611 Einwohnern (Stand: Volkszählung 2020) und Sitz der County-Verwaltung. Das Stadtgebiet umfasst eine Fläche von 154,4 Quadratkilometern und ist darüber hinaus ein wichtiger Verkehrsknotenpunkt im nördlichen Teil Kaliforniens abseits der Küste.

## Demographie
In der Stadt lebten im Jahr 2016 rund 92.000 Menschen, was einem Anstieg von rund 12.000 im Vergleich zum Jahr 2000 entspricht. Mit rund 85 Prozent stellen europäischstämmige Weiße die Mehrheit der Bevölkerung, was deutlich über dem kalifornischen und dem US-amerikanischen Durchschnitt liegt. Im Vergleich zum Jahr 2000 war dies jedoch ein leichter Rückgang um drei Prozent. Nur knapp 10 Prozent der Einwohner Reddings sind Latinos, die in anderen Regionen des Bundesstaates deutlich stärker vertreten sind. Mit jeweils deutlich weniger als fünf Prozent stellen Afroamerikaner oder asiatische Ethnien eine Minderheit dar. Die Volkszählung 2010 registrierte außerdem rund 36.000 Haushalte in der Stadt. Auf 100 Frauen kamen 93,8 Männer, während das Medianalter bei 38,5 Jahren lag.

## Sehenswertes
In Redding wurde 2004 die 213 Meter lange Sundial Bridge errichtet, die für Besucher ein sehenswerter Zwischenstopp ist. Architekt war der spanische Stararchitekt Santiago Calatrava, der wie bei den meisten seiner Projekte hier ein sehenswertes Design mit Glas geschaffen hat. Der Bau der Brücke kostete 23 Millionen US-Dollar.
Unweit von Redding befindet sich die 183 Meter hohe Shasta-Talsperre.

## Verkehr

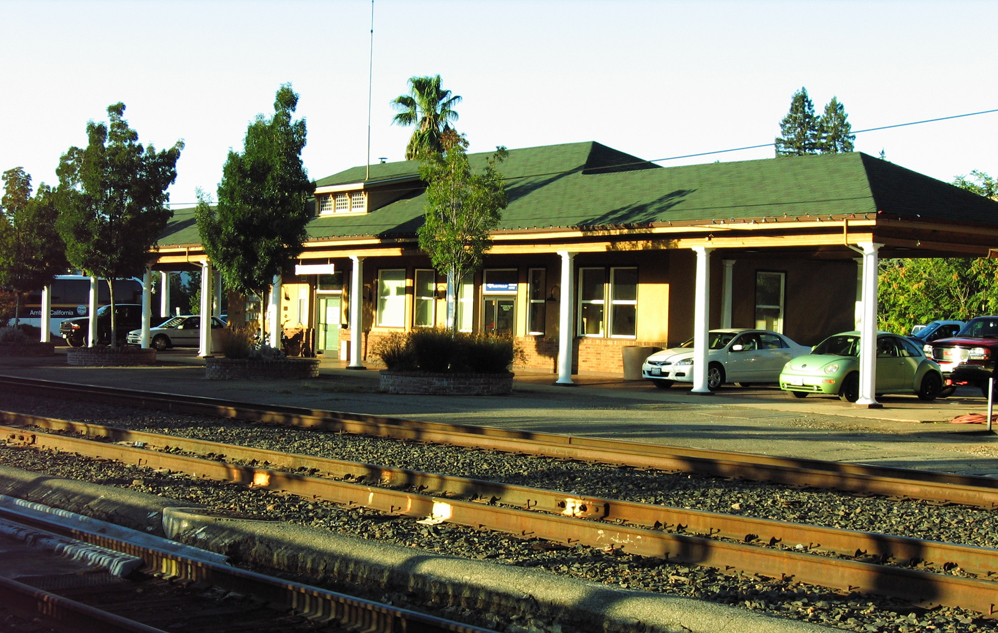
Der Bahnhof von Redding

Die Stadt ist regionaler Verkehrsknotenpunkt mit der Interstate 5 und den California State Routes 299, 273 und 44. In Redding befindet sich ein Flughafen mit dem IATA-Code RDD. Die Stadt verfügt durch die Union Pacific Railroad auch über Eisenbahnanbindungen zur kalifornischen Küste sowie ins Landesinnere in andere Bundesstaaten. Der Amtrak-Fernzug Coast Starlight hält in Redding und überquert den Sacramento auf dem Redding Trestle.

## Klima
Bekannt ist Redding durch seine extreme Hitze im Sommer, bei der Temperaturen bis zu 50 Grad Celsius erreicht werden. Dies hängt mit der geographischen Lage im Landesinneren des Staates Kalifornien weit abseits der Küste zusammen. Redding liegt in einem Tal und ist von höheren Gebirgsmassiven umschlossen, wodurch eher kontinentales Klima vorherrscht. Dies bedeutet trotz der heißen Sommermonate, dass die Winter häufig kalt ausfallen, wobei jedoch Schneefall aufgrund der geringen Höhenlage eher die Ausnahme darstellt. Vereinzelt ist in kalten Winternächten mit Frost zu rechnen, tagsüber liegen die Temperaturen während des Winters dennoch häufig knapp im einstelligen Bereich, was merklich kühler als am Meer ist. Die bisher niedrigste in Redding gemessene Temperatur lag bei −14 Grad Celsius. Während die Sommer eher niederschlagsarm sind, fällt in den Winter- und Frühjahresmonaten deutlich häufiger und größere Mengen an Regen.

## Söhne und Töchter der Stadt
- Mel Hein (1909–1992), Footballspieler
- Hope Lange (1931–2003), Schauspielerin
- Eddie Machen (1932–1972), Boxer
- Brian Sandoval (* 1963), Jurist und Politiker
- Kevin Sharp (1970–2014), Countrysänger, Autor und Motivationsredner
- Ben Bostrom (* 1974), Motorradrennfahrer
- Christopher Jones (* 1979), Cyclocrossfahrer
- Ashley Parker Angel (* 1981), Popsänger
- Megan Rapinoe (* 1985), Fußballspielerin
- Aqueela Zoll (* 1988), Schauspielerin, Filmschaffende und Model
- Francesca Eastwood (* 1993), Schauspielerin